# The Gospel Viu Choir
The Gospel Viu Choir es una formación musical de góspel de la provincia de Barcelona, Cataluña, España.

## Historia
Fundada en Palafolls el 2002 por su director Moisès Sala i Deprius. Está formada por 90 cantantes de diferentes comarcas de Gerona y Barcelona. La formación es todo un referente en el mundo del góspel en Cataluña y en el Estado español. Su repertorio incluye versiones actuales de Espirituales negros y góspel populares y tradicionales, piezas de autores modernos y también incursiones en el soul, el blues y el jazz, pero teniendo como eje vertebrador el góspel contemporáneo de autores de actualidad. Ha actuado en escenarios destacados (como el Gran Teatro del Liceo, o el Palacio de la Música Catalana) y participado en festivales de renombre (como el Festival de la Porta Ferrada en Sant Feliu de Guíxols o el Black Music Festival en Gerona). Han compartido escenario con formaciones de prestigio internacional como Soweto Gospel Choir, The Golden Gate Quartet y The Northern Kentucky Brotherhood Singers. También hay que destacar su participación en el proyecto Mou-te pels quiets en el Auditori de Barcelona (ideado por Màrius Serra) y en la Marató de TV3, en mayo de 2012.
En el año 2006 la formación inició el proyecto Gospel Sense Fronteres que pretende llevar a cabo una tarea de acción solidaria a favor de la infancia en beneficio de Organizaciones sin ánimo de lucro y Organizaciones No Gubernamentales que trabajan a favor de los niños en cualquier parte del mundo. Han sido beneficiarias de Gospel sense fronteres entidades como "Fundació Amics Joan Petit Amics - Nens amb càncer" (2006, 2010), Fundación Vicente Ferrer (2007), "Associació Catalana de la Síndrome de Rett" y "Obra Social San Juan de Dios" (2008), Sonrisas de Bombay (2009) y "Nexe Fundació" (2011). En 2012, la formación cumple 10 años y para celebrarlo dedica su proyecto de Gospel Sense Fronteres a todas las entidades con las que ha trabajado hasta entonces.

## Discografía
TGVC cuenta con dos trabajos registrados, Marchin 'to Freedom ! (DVD) en 2005 y The Gospel X - Perience in Simphony (doble CD - DVD) en 2008, producidos y realizados por Lantana Films y Utopía Global, bajo la dirección de Manuel Buch, y el sello de gemidos , bajo la dirección de Gonzalo Ferrari. Cabe destacar que "The Gospel X - Perience in Simphony " ha sido un espectáculo con un tipo de formato único en el arco mediterráneo hasta ahora, que llevó a cabo junto con la Orquesta de Cámara del Empordà - Orquesta Filarmónica de Cataluña y el compositor Santi Escura i Moradell, responsable de las orquestaciones.
En 2011 participa en la grabación del disco de La Maratón de TV3, con una versión del conocido tema "I say a little prayer for you " (de Aretha Franklin), con Raphael y la  Cobla la Principal de la Bisbal . en 2012, con motivo del Día Internacional del voluntariado, el  Departamento de Bienestar Social y Familia de la Generalidad de Cataluña editó un CD, con la colaboración de la Obra Social de Fundación " la Caixa " , con el  Poema LOS voluntarios ', de Miquel Martí i Pol, musicado por Moisès Sala e interpretado por The gospel Viu Choir. El CD incluye (además del  Poema LOS voluntarios ) 6 temas de su espectáculo  Spirituals (estrenado en abril de 2010 en el Palacio de la Música Catalana con la colaboración del Departamento de Cultura de la Generalidad de Cataluña), grabados en directo en el Teatro Municipal de Palafrugell, en marzo de 2012. Del CD se editaron más de 5000 copias de la mano de la Obra Social de Fundación " La Caixa" y se distribuyeron entre todos los representantes de entidades y todas las personas voluntarias que asistieron al acto de conmemoración del día Internacional del Voluntariado, que tuvo lugar el 11 de diciembre de 2012.